# Takeši Košida
Takeši Košida (japonsko 越田 剛史), japonski nogometaš, * 19. oktober 1960.
Za japonsko reprezentanco je odigral 19 uradnih tekem.